# Dubbele ontkenning
Een dubbele ontkenning of dubbele negatie is een zinsconstructie waarin een tweede ontkenning gebruikt wordt om een ontkenning versterkt aan te geven.
Door de dubbele ontkenning ("nooit" en "geen") zou de zin "Ik heb nooit geen dorst" volgens strikt logische regels opgevat moeten worden als: "Ik heb altijd dorst". Dit is dan ook de reden dat een dubbele ontkenning – al wordt de werkelijke bedoeling meestal goed begrepen – in het Standaardnederlands als fout geldt. Het gaat echter niet om logica, maar om een taalverschijnsel dat bedoeld is als versterking van de ontkenning.

## Logisch gebruik
Een dubbele ontkenning in de betekenis van ontkenning van een ontkenning is bijvoorbeeld:
- "Dat is niet ongewoon."

Hiermee wordt bedoeld: "Misschien denk je dat het ongewoon is, maar dat is het niet. Het is gewoon". Deze vorm van dubbele ontkenning wordt gebruikt als een stijlfiguur om iets te benadrukken door het tegendeel te ontkennen. Dit stijlmiddel heet ook litotes.

## Dialecten
In een aantal Nederlandse dialecten zijn dubbele ontkenningen wel gebruikelijk. De dubbele ontkenning kan hierin ook gepaard gaan met het oude negatiepartikel en.
- "Ik en heb nooit geen dorst."

In de Antwerpse Noorderkempen is een aantal gemeenten waar de tweeledige ontkenning de gebruikelijke vorm is, bijvoorbeeld in Kalmthout en Wildert.
- "Ik heb dat nie gedaan nie."
- "Dat heb ik niet gezien nie."

## Tweeledige ontkenning
In sommige talen is er niet sprake van een dubbele ontkenning, maar van een tweeledige: de ontkenning wordt gevormd door twee woorden. Dit kwam voor in het Oudnederlands en bestaat nog in het Vlaams en het Afrikaans (een dochtertaal van het Nederlands), evenals in andere talen zoals het Spaans, Frans en de Slavische talen.
- "Sy verbeelding is nie sterk genoeg nie." (Afrikaans, "Zijn verbeeldingskracht is niet groot genoeg")
- "Ce n'est pas rien." (Frans, "het is niet niets")